# Normandia
|  | Per a altres significats, vegeu «Normandia (desambiguació)». |

Normandia (en normand, Normaundie; en francès, Normandie) és una antiga regió de França. L'antic ducat de Normandia estava situat al nord de França i ocupava l'àrea baixa del riu Sena, el Pays de Caux i la regió d'oest a través del Pays d'Auge fins a la península de Cotentin. Històricament, Normandia va ser una província de França.
Les Illes Anglonormandes, tot i que pertanyen a Anglaterra, són culturalment i històrica part del ducat de Normandia.

## Geografia
Normandia és una creació de la història; no té una unitat geogràfica definida. Efectivament, es divideix en dues regions naturals ben diferenciades i d'origen geològic diferent que no es corresponen amb la divisió entre les dues regions normandes de Calvados i Orne, que fan de límit transversal de nord a sud. La diversitat geològica dona com a resultat una gran variació en els paisatges. El bocage, petits camps amb altes voltes, paisatge típic de l'àrea de l'oest, va causar problemes a les forces invasores en la Batalla de Normandia. Les costes marítimes presenten també aspectes diferenciats: la regió està vorejada pel nord pel canal de la Mànega. Hi ha penya-segats de granit a l'oest i penya-segats de calcària a l'est, que emmarquen grans extensions de platja al centre de la regió.
Les principals regions naturals en són: Pays de Caux, Pays de Bray, Marais Vernier, Vexin Normand, Suisse Normande, Roumois, Lieuvin, Campagne du Neubourg, Campagne d'Évreux, Campagne de Saint-André, Pays d'Ouche, Pays d'Auge, Hiémois, Houlme, Bessin, Bocage Virois, península de Cotentin i Avranchin. Els cursos d'aigua que es troben a Normandia són el Sena i els seus tributaris Epte, Andelle, Eure i Risle, així com una sèrie d'afluents menors com ara el Bresle, Touques, Dives, Orne, Vire, Sée, Sélune i Couesnon. En la regió, hi ha dos parcs naturals: el de Marais du Cotentin i de Bessin i el de Boucles de la Seine normande.

## Demografia
Normandia té 3.200.000 habitants, amb un terme mitjà de densitat poblacional de 107 hab/km², just per sota del terme mitjà nacional de França. Les principals ciutats en són Rouen (385.000 habitants, incloent-hi els suburbis), la capital de l'Alta Normandia i antigament de tota la província, Le Havre (247.000 habitants); Caen (200.000 habitants), la capital de la Baixa Normandia; i Cherbourg (89.000 habitants). Altres ciutats importants són: Alençon, Arromanches-les-Bains, Avranches, Bayeux, Dieppe, Honfleur i Lisieux. Dintre de la Unió Europea, Normandia es troba per sobre del nivell mitjà pel que fa a creixement demogràfic i immigració.

## Història
Normandia va ser el lloc on van habitar els normands al començament de l'edat mitjana. Ells van ser els últims a envair amb èxit Anglaterra. Eren una barreja d'indígenes gals i vikings invasors sota el lideratge de Rol·ló (Gange Rolf), qui va assetjar París en 855 i li va ser concedida l'àrea de Normandia a canvi de defensar-la contra els atacs pirates, mitjançant el tractat de Saint-Clair-sur-Epte l'any 911. El descendent de Rol·ló, Guillem, duc de Normandia, va envair Anglaterra el 1066 i es va convertir en el rei Guillem I d'Anglaterra. Normandia es va mantenir associada amb Anglaterra fins al 1087, entre 1106 i 1144 i entre 1154 i 1204. La batalla de Bouvines va tenir-hi lloc el 1214. Fou ocupada per forces angleses durant la Guerra dels Cent Anys entre 1346 i 1360, i novament entre 1415 i 1450. Les famílies normandes, com la de Tancred de Galilea, van jugar un important paper en les croades.
Tant Robert Wace com Orderic Vitalis són importants escriptors normands de la història de la província. Durant la Segona Guerra Mundial, la ciutat de Dieppe va ser el lloc on va tenir lloc la Batalla de Dieppe el 1942, atac de les forces aliades (principalment canadenques i britàniques) contra els ocupants alemanys.
La regió va ser, més tard, el lloc de la batalla de Normandia o Operació Overlord, que va començar el 6 de juny del 1944, la data del qual és també coneguda com "el dia D", que va obrir un segon front contra l'exèrcit nazi. El 2004, amb motiu de seixantè aniversari del desembarcament, el canceller d'Alemanya, Gerhard Schröder, visità la regió i això marcà una fita en les relacions francoalemanyes.
També hi ha algunes reivindicacions autonomistes encapçalades pel Moviment Normand.

## Cultura
El normand, una parla regional, és viu en una minoria de la població, especialment a la península de Cotentin, a l'oest, i al Pays de Caux, a l'est.
- Arquitectura: les catedrals, abadies (com l'abadia de Bec) i castells són característics de l'ex-ducat en el sentit que reflecteixen els models de l'arquitectura normanda a Anglaterra. L'arquitectura domèstica en l'Alta Normandia es caracteritza per tenir fustes a la vista que també evoquen l'arquitectura anglesa vernacla, encara que l'encerclament de les granges del Pays de Caux correspon més a una necessitat socioeconòmica i climàtica. Gran quantitat de l'herència arquitectònica urbana va ser destruïda durant la Batalla de Normandia el 1944. La reconstrucció de postguerra, com a le Havre i Saint-Lô, es pot dir que mostra tant les virtuts com els vicis de les tendències modernistes i brutalistes dels anys 1950 i 1960. L'arquitectura vernacular de la Baixa Normandia pren forma a partir del granit, el material de construcció predominant en la zona. Chausey va ser-ne durant molts anys el lloc d'extracció, ja que disposa de pedreres de granit, i fins i tot s'hi extreure el granit que va ser utilitzat en la construcció del Mont Saint Michel.
- Literatura: Entre els escriptors en francès relacionats amb Normandia es troben:
- #Pierre Corneille, François de Malherbe, Jules Barbey d'Aurevilly, Marcel Proust, Guy de Maupassant, Gustave Flaubert, Jacques Prévert, André Gide, André Breton, Raymond Queneau, Mathurin Régnier, Philippe Desportes, Casimir Delavigne, Octave Feuillet, Maurice Leblanc, André Maurois, Alexis de Tocqueville, Roland Barthes, Georges de Scudéry i Madeleine de Scudéry. Sonya Hartnett, en el seu llibre El burret de plata, menciona Normandia.
- Pintura: a partir del 1860, els pintors "plein-air", que treballaven fora dels estudis, van ser atrets cap a Normandia per la facilitat que atorgaven les connexions fèrries entre París i aquesta zona. La casa i jardí de Claude Monet a Giverny n'és un dels atractius turístics, ja que el lloc va servir d'inspiració per a la sèrie de quadres que tenen per tema nimfees i nenúfars. Les marines d'Eugène Boudin també es troben inspirades en la regió.

Entre els artistes que van néixer a Normandia es troben: Nicolas Poussin, Jean-François Millet, Marcel Duchamp, Fernand Léger, André Breton, Raoul Dufy, Théodore Géricault, Maurice Boitel i Jean Dubuffet.
- Música: els compositors Erik Satie, François Adrien Boieldieu i Arthur Honegger van néixer a Normandia.
- Moda: el dissenyador de moda Christian Dior va néixer a Granville. La model i actriu Laetitia Casta va néixer a Pont-Audemer.

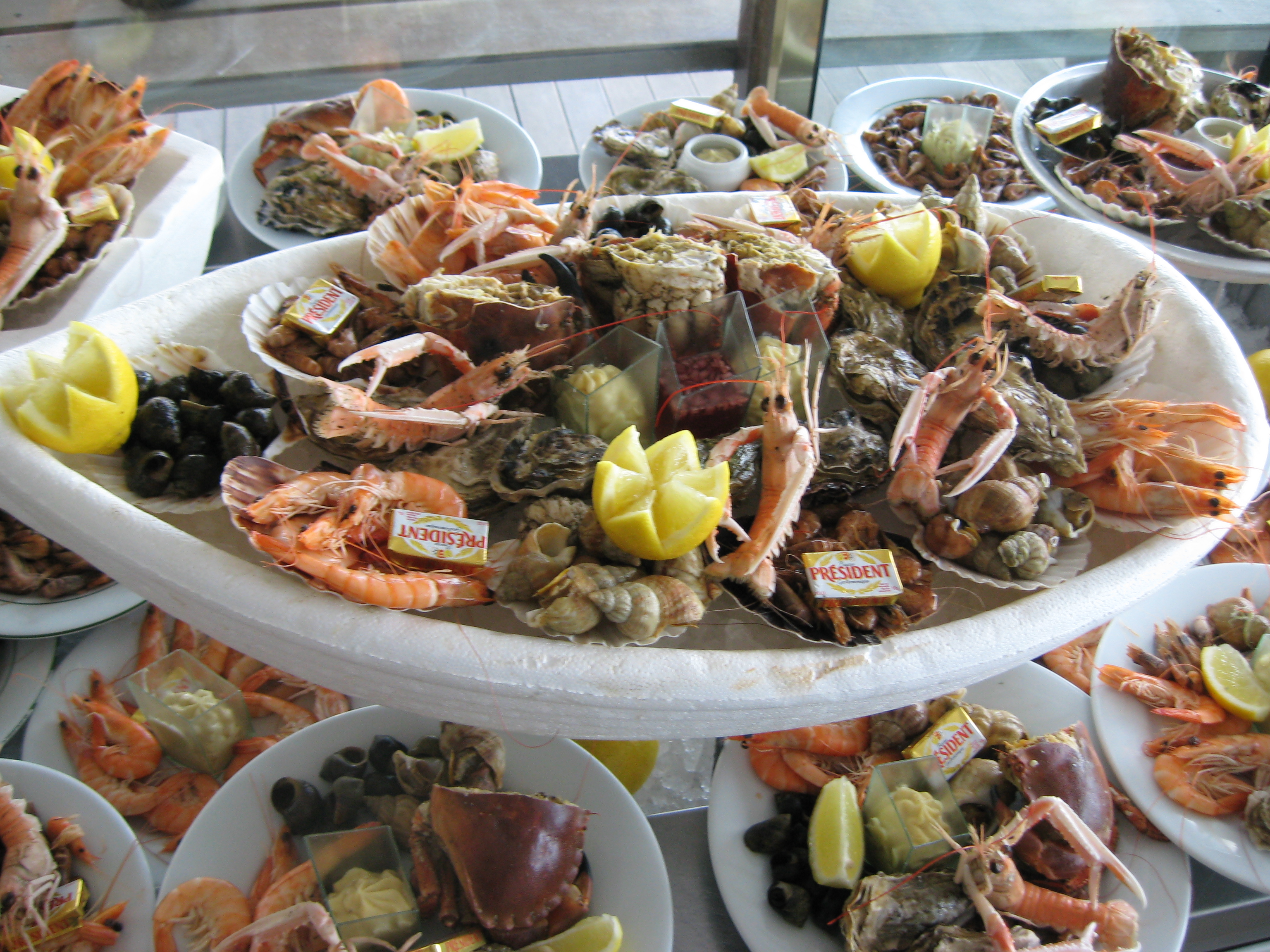
Marisc fresc a Normandia.

- Gastronomia: Normandia és famosa pel seu camp ric, el qual proveeix espais amples per a pasturatge i hortes fruiteres, especialment de pomes. La producció de lactis de la regió té molta tirada: els formatges són mundialment coneguts, entre els quals es troben: el camembert, livarot i el pont-l'évêque. El sagí de Normandia és molt apreciat, igual que la crema, ambdós molt usats en especialitats gastronòmiques locals. El embotit normand més prestigiós és l'andouille de Vire. Normandia és coneguda per ser el major productor de sidra de la regió. S'hi produïx també sidra de peres, però en quantitats menys importants i hi ha poca producció de vins. La varietat de brandi de poma més conegut és el calvados. El costum dit trou normand és una pausa entre el transcurs del menjar durant la qual els comensals prenen calvados, i és encara practicat en moltes llars i restaurants. El pommeau és un aperitiu produït mitjançant la barreja de suc de poma sense fermentar amb brandi de poma. Les pomes també són emprades en la cuina: per exemple, moules à la normande són musclos cuinats amb pomes i crema, bourdelots són pomes fornejades amb bescuit. Un pastís clàssic de la regió és el flam normand, una variant del pastís de poma però amb una pasta fullada. Normandia és la principal regió de França en el cultiu d'ostres.

### Religió
Les catedrals de Normandia han exercit gran influència en qüestions de fe i política al llarg dels segles. El Mont Saint Michel és un històric centre de peregrinació. Durant segles, a Normandia s'han reverenciat molts sants, entre els quals s'inclouen: 
- Teresa de Lisieux, el culte de la qual a Lisieux és el centre de devoció religiosa.
- Joana d'Arc, que va ser martiritzada a Rouen, i és especialment recordada en aquesta ciutat.
- Els sants Marcouf i Lô són sants importants a la Baixa Normandia.
- Thomas Becket, un anglonormand els pares del qual eren de Rouen.

Normandia no té un sant patró generalment acceptat, encara que aquest títol ha estat atribuït a sant Miquel Arcàngel i a sant Ouen.